# Гончарук Федір Євтихович
Федір Євтихович Гончарук (22 травня 1919, Куражин — 4 серпня 1975, Нова Ушиця) — радянський офіцер, Герой Радянського Союзу, в роки радянсько-німецької війни командир роти 15-ї мотострілецької бригади 16-го танкового корпусу 2-ї танкової армії 2-го Українського фронту, капітан.

## Біографія
Народився 22 травня 1919 року в селі Куражин (нині Новоушицького району Хмельницької області України) в селянській родині. Українець. Закінчив 4 класи. Працював у колгоспі.
У Червоній Армії з 1939 року. У 1940 році закінчив полкову школу. На фронті радянсько-німецької війни з вересня 1941 року. Член ВКП(б)/КПРС з 1942 року.
Капітан Федір Гончарук з своєю ротою 6 березня 1944 року форсував річку Гірський Тікич. Ввірена йому рота, здійснивши марш, увірвалася в село Кривець Маньківського району Черкаської області України і відбила декілька контратак противника.
13 березня 1944 року рота під командуванням капітана Гончарука Ф. Є. однією з перших переправилася через річку Південний Буг, а потім — через річку Дністер на південь від міста Сороки (нині Молдавської Республіки).
Указом Президії Верховної Ради СРСР від 13 вересня 1944 року за зразкове виконання бойових завдань командування на фронті боротьби з німецько-фашистськими загарбниками і проявлені при цьому мужність і героїзм капітану Гончаруку Федору Євтиховичу присвоєно звання Героя Радянського Союзу з врученням ордена Леніна і медалі «Золота Зірка» (№ 1674).
З 1945 року майор Гончарук Ф. Є. — в запасі. До виходу на заслужений відпочинок працював головою колгоспу, заступником голови райвиконкому Новоушицького району Хмельницької області України. Жив в селищі міського типу Нова Ушиця.
Помер 4 серпня 1975 року, похований на міському кладовищі.

## Нагороди
Нагороджений орденом Леніна, орденами Вітчизняної війни 1-го ступеня, Червоної Зірки, медалями.